# Les Bleus dans la gadoue
Les Bleus dans la gadoue est la treizième histoire de la série Les Tuniques bleues de Lambil et Raoul Cauvin. Elle est publiée pour la première fois du no 2044 au no 2057 du journal Spirou, puis en album en 1978.

## Résumé
En patrouille, le caporal Blutch et le sergent Chesterfield rencontrent une mystérieuse jeune femme, qui affirme rechercher son frère, un soldat disparu au combat, mort ou déserté. Appelée Johan Cassidy de Bellevue, elle parvient, avec l'aval de Chesterfield, à rejoindre le régiment du capitaine Stark. qui, comme à ses habitudes, multiplie les charges suicidaires. 
Cependant, Blutch découvre très vite que Johan travaille en réalité pour les Sudistes afin de leur fournir des informations. Mais Chesterfield n'arrive pas admettre qu'une femme puisse le tromper. Entre-temps, une effroyable tempête s'abat dans la région, paralysant la cavalerie, l'infanterie et les pièces d'artillerie, tous englués dans la boue. 
Les Sudistes, grâce à des renseignements fournis par Johan, en profitent pour attaquer en force. La bataille se solde par un fiasco pour les deux camps, les obus aspergeant tous les soldats présents de boue, masquant la couleur de leurs uniformes. La bataille se transforme en un imbroglio général, où il est impossible de distinguer l'allié de l'ennemi. 
Finalement, Chesterfield et Blutch décident de régler le problème de Johan, et la démasquent. Néanmoins, elle réussit à s'enfuir et à rejoindre les lignes sudistes. Le haut-commandement, peu ravi d'apprendre que deux soldats ont laissé une espionne infiltrer l'armée nordiste, exige que Chesterfield soit fusillé.
Mais alors que le sergent est sur le point d'être fusillé, Stark, guéri d'une extinction de voix qui l'avait rendu incapable de décréter une charge, demande la libération de Chesterfield. Le capitaine cherche des cavaliers pour combler les pertes considérables de la cavalerie, ce qui sauve la vie de Chesterfield.

## Personnages
- Sergent Chesterfield : l'album insiste ici sur la naïveté de Chesterfield. Il est incapable de croire que Johan puisse lui mentir, sans doute par un excès primaire de machisme. Cette analyse est confirmée lors d'un de ses dialogues avec Blutch, où Chesterfield refuse de croire qu'une femme puisse l'avoir manipulé, même en ayant sous les yeux la preuve évidente qu'elle collabore avec les Sudistes. Il considère toujours Amélie Appeltown comme la femme parfaite. Comme dans les autres albums, Chesterfield est donc ridiculisé, sa bêtise l'amenant encore dans de sérieux problèmes, puisqu'il est menacé d'être fusillé. Il lui faudra le concours de Blutch pour se sortir de cette délicate situation.
- Caporal Blutch : légèrement plus suspicieux que Chesterfield, Blutch est dans cet album un peu plus moderne que ce dernier, dans le sens où il admet aisément que les femmes peuvent manipuler les hommes en jouant avec leurs sentiments. Il réalise très vite que quelque chose cloche avec Johan, mais aura bien du mal à persuader le sergent. Loin d'être idiot, Blutch parviendra à la fin de cet album à piéger Johan, utilisant la même méthode qu'elle pour réussir à sortir d'une situation délicate. L'antagonisme entre Blutch et Chesterfield est assez marqué dans cet album, le premier faisant preuve d'un esprit critique acerbe et d'une vive intelligence, face au second, qui finit par devenir le bouc-émissaire idéal.
- Johan Cassidy de Bellevue : cette femme prétend être la sœur d'un soldat nordiste disparu au combat. Pour infiltrer le camp, elle raconte à Blutch et à Chesterfield que l'honneur de la famille est en jeu. En effet, depuis des temps immémoriaux, tous les mâles sont soldats, et, quand l'un d'eux faiblit, c'est à la femme de sauver l'honneur de la famille, quelque chose qui est plus sacrée que le fait de mourir, et que Blutch a du mal à comprendre. Son scepticisme est totalement opposé à l'admiration de Chesterfield, un soldat pour qui l'honneur compte avant tout, et qui aura par conséquent bien du mal à penser que Johan puisse lui avoir menti. En réalité, Johan travaille pour les Sudistes, et semble manifestement avoir un amoureux parmi le corps militaire. Johan n'est toutefois pas une femme insensible, et réussira à être émue par le discours de Blutch, entreprenant de les libérer. Ce personnage ne figurera plus dans aucun autre album.
- Capitaine Stark : comme à son habitude, Stark multiplie les charges suicidaires sans relâche dans cet album, ne s'arrêtant de charger que lorsque la boue empêche les chevaux d'avancer, ce qui lui déplaît énormément. C'est toutefois lui qui réussira à sauver Chesterfield du peloton d'exécution, en intercédant en sa faveur auprès du Lieutenant chargé d'organiser l'exécution du sergent.

## Analyse
Cet album n'est pas particulièrement critique envers le corps militaire. Il se contente de dresser une satire du machisme, particulièrement prononcé dans le corps militaire. Des albums postérieurs développeront cette idée, comme Les Nancy Hart, le 47e album de la série.

### Documentation
- Jean Léturgie, « Les Bleus dans la gadoue », Schtroumpfanzine, no 22,‎ septembre 1978, p. 23.